# Хроніки Осіріса
«Хроніки Осіріса» (англ. The Osiris Chronicles, також відомий як англ. The Warlord: Battle for the Galaxy) — науково-фантастичний телефільм, який вийшов на ефір 27 січня 1998 року. Сценарист фільму — Калеб Карр, а режисер — Джо Данте. Фільм мав стати пілотним епізодом для серіалу «Хроніки Осіріса», який так і не з'явився на екранах.

## Сюжет
На планеті Калібан 5 молодий чоловік на ім'я Джастін Торп заробляє собі на життя, торгуючи речами, які він здобуває шляхом крадіжок. Одного вечора Торп повертається додому і виявляє, що його молодшу сестру Нову викрали.
У відчаї Торп звертається по допомогу до воєначальника Сянь, але у нього не вистачає майна, щоб обміняти його на послуги Сянь. Торп знайомиться з найкращою подругою Нови, Меґґі Соренсон, онукою генерала Ларса Соренсона. Меґґі знайомить Торпа зі своїм дідусем. Соренсон пропонує допомогти йому в пошуках Нови за допомогою свого зорельота «Осіріс».
Потрапивши всередину корабля, вони стикаються з давнім другом Торпа, Воллі Прайсом, який переконує банду, що його надзвичайна інтуїція допоможе в пошуках. Соренсон наймає замаскованих гуманоїдів, расу, відому як «Інженери», для ремонту корабельного двигуна. З'ясовується, що саме Інженери утримують Нову в полоні. Соренсон зізнається Торпу, що знав про це весь час.
Тим часом Воєначальник на бойовому кораблі «Дедал» летить по їхньому сліду. Він атакує їхній корабель, але «Осіріс» тікає на рідну планету Інженерів. Вони пояснюють, чому викрали Нову: вона — супергеній, і їм потрібен її надзвичайний інтелект для їхнього Піднесеного Пленуму, величезного об'єднання розуму і душ їхніх найвеличніших предків. Торп викрадає Нову в Інженерів. Екіпаж повертається на «Осіріс», але Нову викрадають, а «Осіріс» зазнає чергової атаки «Дедала». Однак Соренсон пропонує Сяню перемир'я. З допомогою Сянь вони перемагають «Інженерів» і рятують «Нову».
Сянь вирішує допомогти Торпу відновити Галактичну Республіку з новими ідеалами та цінностями. Соренсон залишає посаду генерала і передає командування «Осірісом» Торпу.

## Акторський склад
| Актор                 | Роль           |
| --------------------- | -------------- |
| Джон Корбетт          | Джастін Торп   |
| Керолін Маккормік     | Рула           |
| Джон Пайпер-Фергюсон  | Хінок Сянь     |
| Елізабет Арнуа        | Меґґі Соренсон |
| Джессіка Медісон Райт | Нова           |
| Род Тейлор            | Соренсон       |
| Дік Міллер            | торговець      |

## Виробництво
Род Тейлор зіграв роль, яка спочатку призначалася для Крістофера Лі. Бюджет склав 10 мільйонів доларів.